# Calycella sublenticularis
Calycella sublenticularis är en svampart som först beskrevs av Jens Wilken Hornemann, och fick sitt nu gällande namn av Jean Louis Emile Boudier 1907. Calycella sublenticularis ingår i släktet Calycella och familjen Helotiaceae.   Inga underarter finns listade i Catalogue of Life.